# Grumbach (Bad Langensalza)

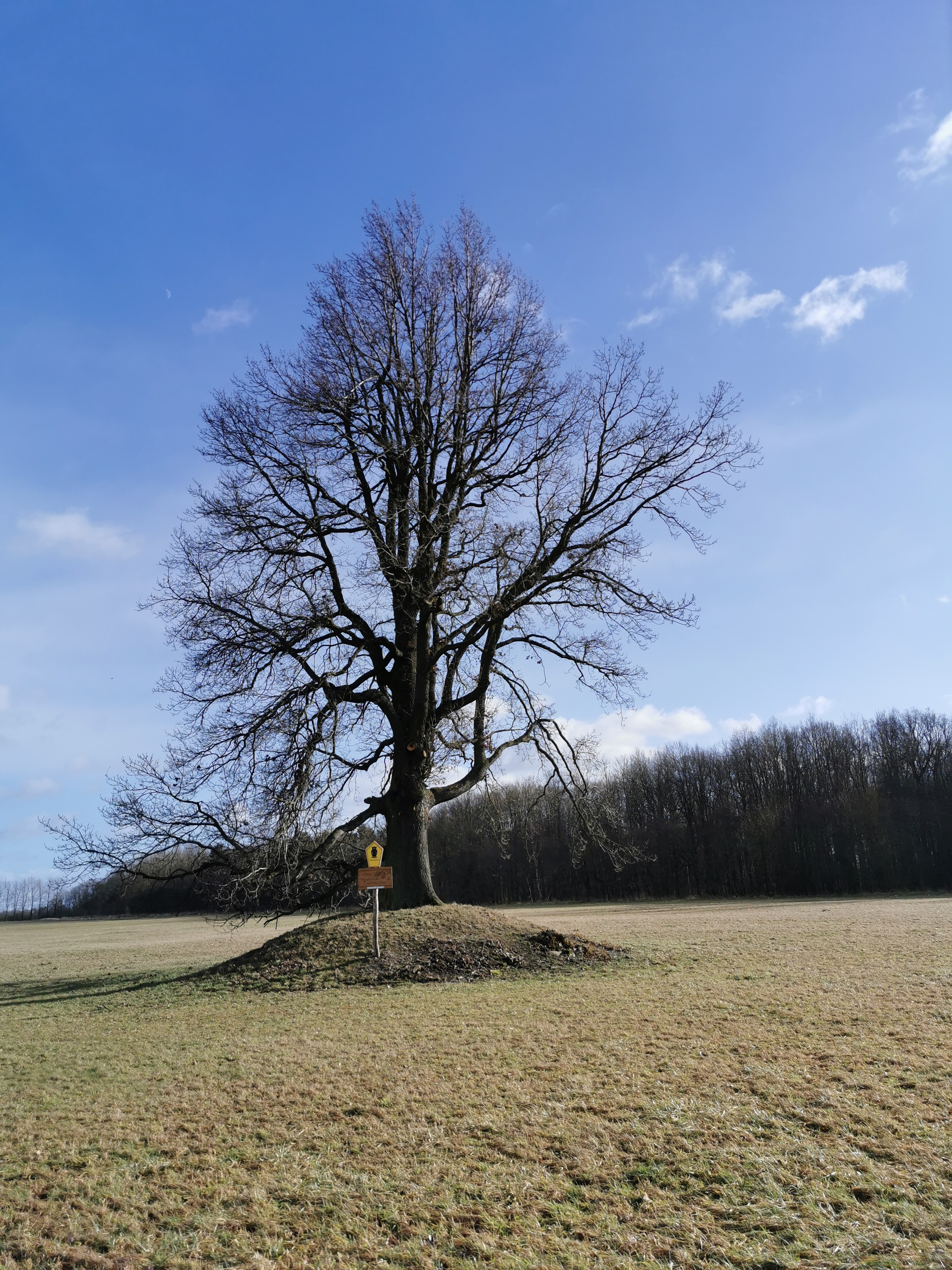
Die aus Anlass des Deutsch-französischen Krieges am 18. August 1871 bei Grumbach gepflanzte Friedenseiche

Grumbach ist ein Ortsteil der Stadt Bad Langensalza im Unstrut-Hainich-Kreis in Thüringen.

## Lage

Grumbach und Henningsleben auf einer Karte von 1801

Grumbach liegt 5,23 km südsüdwestlich von der Kurstadt Bad Langensalza (Marktkirche). Die nördlich vom Steinberg (362,1 m ü. NN) liegende Gemarkung des Ortes bildet mit der Großen Harth (367,3 m ü. NN), der Wieglebener Höhe (Teufelsberg mit 358 m ü. NN) und der Ascharaer Höhe (312 m ü. NN) die Verbindung des Hainichs mit der Fahner Höhe. Grumbach ist ein Sackgassen-Dorf: die einzige Straße aus Grumbach heraus führt in den Nachbarort Henningsleben. Ein gut ausgebauter landwirtschaftlicher Weg (Schwichingsweg) führt zum 2,43 km westlich gelegenen Harthhaus, einem ehemaligen Zollhaus an der Grenze der Landkreise Gotha und Unstrut-Hainich und heutigen Ausflugsziel, an der B 84. Ein weiterer Landwirtschaftsweg verbindet den Ort mit dem 1,89 km südlich liegenden Wiegleben.

## Geschichte
Erstmals wurde Grumbach im Jahre 1206 erwähnt.
Der Ort gehört seit dem 1. April 1993 zu Bad Langensalza.

## Ortsteilbürgermeister
Der Ortsteilbürgermeister von Grumbach ist Thomas Schröder.

## Kultur und Sehenswürdigkeiten
- Die Kirche St. Vincentius stammt aus dem Jahre 1607. Der Vorgängerbau, der sich an selbiger Stelle befand, wurde durch einen Blitzschlag zerstört.

## Öffentliche Einrichtungen
Der Kindergarten Harthknirpse befindet sich am Ortsrand in ruhiger Lage und in direkter Nachbarschaft zu Gärten, Feldern und Wiesen. Ein großes Außengelände mit Spielplatz, Blumen- und Gemüsegarten sowie Wiesen und Sitzecken bietet Möglichkeiten zum Spielen, Entdecken und Toben im Freien bei jeder Witterung.

## Persönlichkeiten

### Söhne und Töchter des Ortes
- Oskar Trübenbach (1900–1992), Politiker (NSDAP), Mitglied des Reichstages (1932–1945)

### Personen, die mit dem Ort in Verbindung stehen
- Wilhelm Ernst Möller (1827–1892), lutherischer Theologe, Kirchenhistoriker und Hochschullehrer, Pfarrer in Grumbach